# John Collins (baloncestista)
John Martin Collins III (Layton, Utah, 23 de septiembre de 1997) es un baloncestista estadounidense, de ascendencia puertorriqueña, que pertenece a la plantilla de Los Angeles Clippers de la NBA. Con 2,06 metros de estatura, juega en la posición de ala-pívot.

## Trayectoria deportiva

### Primeros años
Jugó en su etapa de instituto en el Cardinal Newman High School de West Palm Beach, Florida, donde en su temporada sénior promedió 20,3 puntos y 10,2 rebotes por partido, siendo elegido mejor jugador de Palm Beach. En noviembre de 2014 se comprometió a seguir sus estudios en la Universidad Wake Forest, donde ejerce como entrenador Danny Manning.

### Universidad

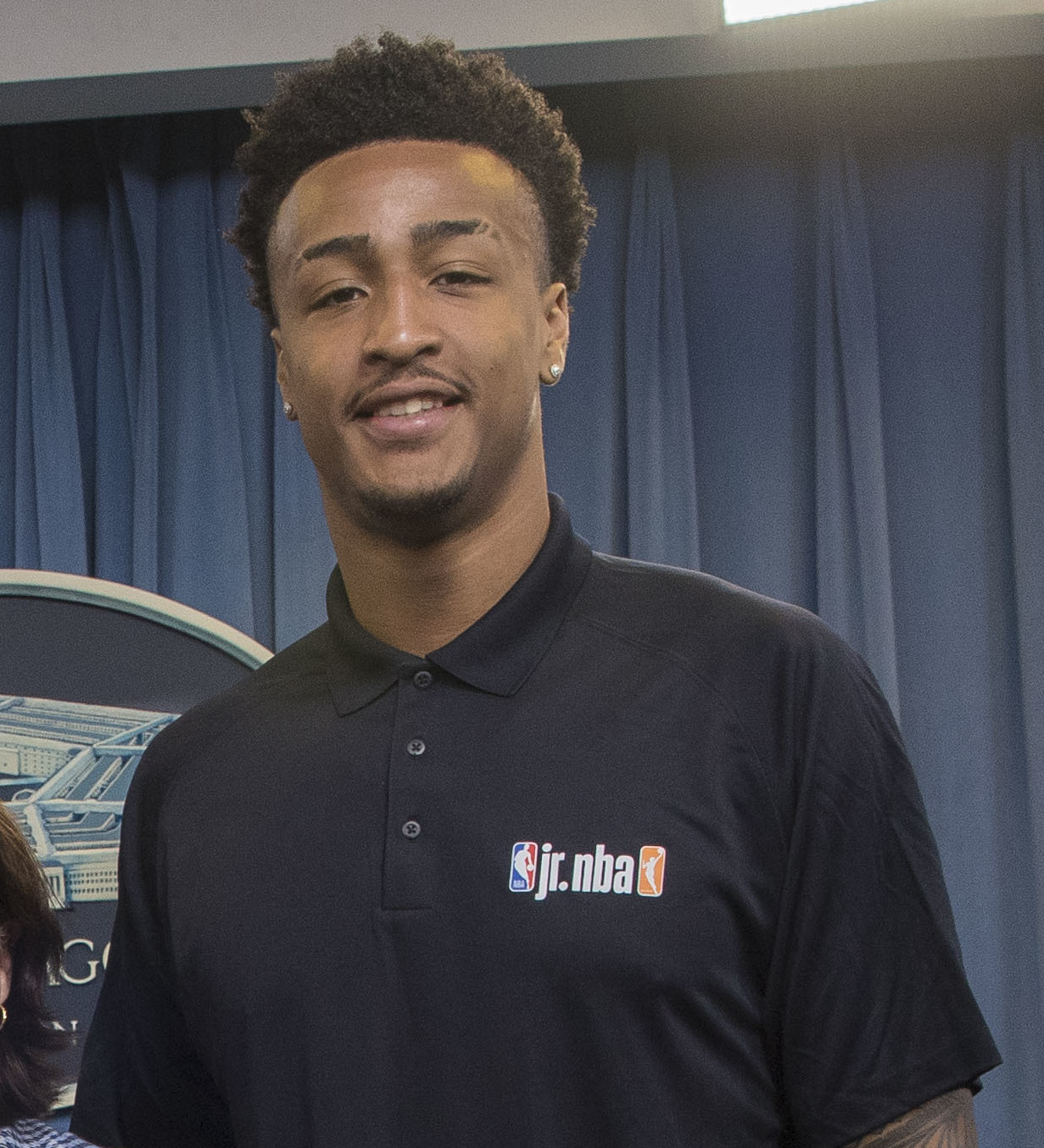
John Collins en 2019.

Jugó dos temporadas con los Demon Deacons, promediando en su primer año 7,3 puntos y 3,9 rebotes por partido. Al año siguiente sus números mejoraron hasta los 19,2 puntos, 9,8 rebotes y 1,6 tapones por encuentro, siendo elegido jugador más mejorado de la Atlantic Coast Conference e incluido en el mejor quinteto de la conferencia.

#### Estadísticas
| Año     | Equipo      | PJ | PT | MPP  | %TC  | %3P  | %TL  | RPP | APP | ROB | TPP | PPP  |
| ------- | ----------- | -- | -- | ---- | ---- | ---- | ---- | --- | --- | --- | --- | ---- |
| 2015–16 | Wake Forest | 31 | 1  | 14.4 | .547 | .000 | .691 | 3.9 | .2  | .3  | .7  | 7.3  |
| 2016–17 | Wake Forest | 33 | 33 | 26.6 | .622 | .000 | .745 | 9.8 | .5  | .6  | 1.6 | 19.2 |
| Total   | Total       | 64 | 34 | 20.7 | .601 | .000 | .729 | 7.0 | .4  | .5  | 1.2 | 13.4 |

### Profesional
Fue elegido en la decimonovena posición del Draft de la NBA de 2017 por los Atlanta Hawks. Debutó como profesional el 18 de octubre ante los Dallas Mavericks, logrando 14 puntos y 5 rebotes.
Al comienzo de la temporada 2019-20, fue suspendido con 25 partidos tras dar positivo en un test antidrogas.
El 4 de agosto de 2021, acuerda una extensión de contrato con los Hawks por $125 millones y 5 años.
Tras seis temporadas en Atlanta, el 6 de julio de 2023, es traspasado a Utah Jazz a cambio de Rudy Gay.
En junio de 2025 decide aceptar su opción de jugador y extiende su contrato con los Jazz por una temporada y $26,6 millones. Pero tras dos temporadas en Utah, el 7 de julio de 2025, es traspasado a Los Angeles Clippers en un intercambio entre tres equipos.

## Estadísticas de su carrera en la NBA

### Temporada regular
| Año     | Equipo  | PJ  | PT  | MPP  | %TC  | %3P  | %TL  | RPP  | APP | ROB | TPP | PPP  |
| ------- | ------- | --- | --- | ---- | ---- | ---- | ---- | ---- | --- | --- | --- | ---- |
| 2017-18 | Atlanta | 74  | 26  | 24.1 | .576 | .340 | .715 | 7.3  | 1.3 | .6  | 1.1 | 10.5 |
| 2018-19 | Atlanta | 61  | 59  | 30.0 | .560 | .348 | .763 | 9.8  | 2.0 | .4  | .6  | 19.5 |
| 2019-20 | Atlanta | 41  | 41  | 33.2 | .583 | .401 | .800 | 10.1 | 1.5 | .8  | 1.6 | 21.6 |
| 2020-21 | Atlanta | 63  | 63  | 29.3 | .556 | .399 | .833 | 7.4  | 1.2 | .5  | 1.0 | 17.6 |
| 2021-22 | Atlanta | 54  | 53  | 30.8 | .526 | .364 | .793 | 7.8  | 1.8 | .6  | 1.0 | 16.2 |
| 2022-23 | Atlanta | 71  | 71  | 30.0 | .508 | .292 | .803 | 6.5  | 1.2 | .6  | 1.0 | 13.1 |
| 2023-24 | Utah    | 68  | 66  | 28.0 | .532 | .371 | .795 | 8.5  | 1.1 | .6  | .9  | 15.1 |
| 2024-25 | Utah    | 40  | 31  | 30.5 | .527 | .399 | .848 | 8.2  | 2.0 | 1.0 | 1.0 | 19.0 |
| Total   | Total   | 472 | 410 | 29.1 | .546 | .363 | .792 | 8.1  | 1.5 | .6  | 1.0 | 16.0 |

### Playoffs
| Año   | Equipo  | PJ | PT | MPP  | %TC  | %3P  | %TL  | RPP | APP | ROB | TPP | PPP  |
| ----- | ------- | -- | -- | ---- | ---- | ---- | ---- | --- | --- | --- | --- | ---- |
| 2021  | Atlanta | 18 | 18 | 32.0 | .549 | .357 | .833 | 8.7 | .9  | .4  | .6  | 13.9 |
| 2022  | Atlanta | 5  | 4  | 24.3 | .487 | .364 | .500 | 4.6 | 1.2 | .4  | .2  | 9.4  |
| 2023  | Atlanta | 6  | 6  | 27.4 | .433 | .344 | .833 | 4.3 | .8  | .3  | 1.0 | 11.3 |
| Total | Total   | 29 | 28 | 29.7 | .516 | .354 | .769 | 7.1 | .9  | .4  | .6  | 12.6 |